# Schaatsen op de Aziatische Winterspelen 2017

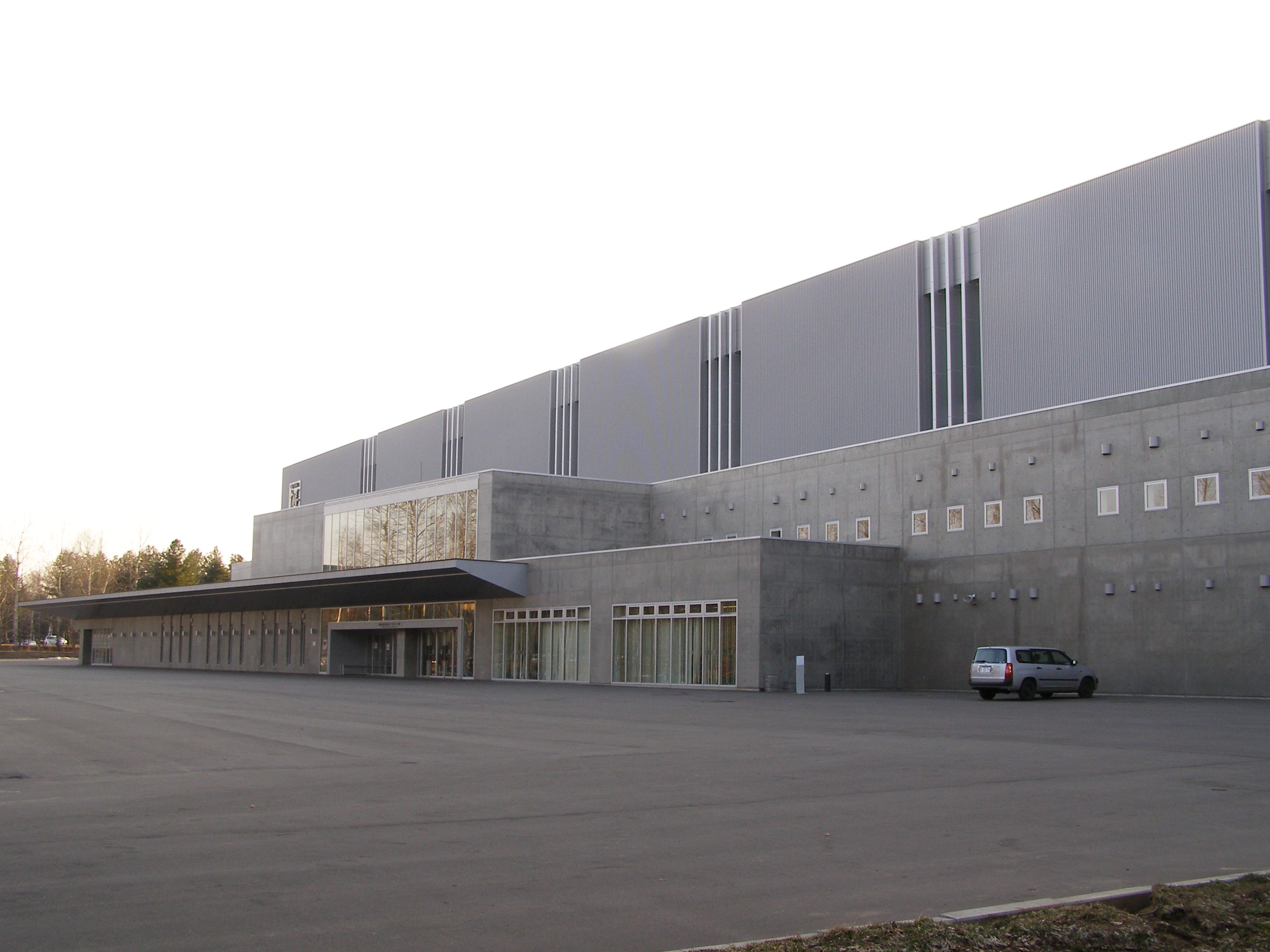
De Meiji Hokkaido-Tokachi Oval

Schaatsen was een onderdeel van de Aziatische Winterspelen 2017 in Sapporo in Japan. De schaatsonderdelen werden echter niet in Sapporo, maar in het tweehonderd kilometer verderop gelegen Obihiro gehouden, op de overdekte ijsbaan Meiji Hokkaido-Tokachi Oval. De wedstrijden werden gehouden tussen 20 en 23 februari 2017 en er werden veertien afstanden gereden.

## Medaillespiegel
| Plaats | Land       | Goud | Zilver | Brons | Totaal |
| ------ | ---------- | ---- | ------ | ----- | ------ |
| 1      | Japan      | 7    | 9      | 7     | 23     |
| 2      | Zuid-Korea | 6    | 3      | 3     | 12     |
| 3      | China      | 1    | 1      | 3     | 5      |
| 4      | Kazachstan | 0    | 1      | 1     | 2      |

## Mannen

### 500 meter
Aan deze afstand deden 21 schaatsers uit 8 verschillende landen mee.
| Plaats | Schaatser        | Land       | Tijd  |
| ------ | ---------------- | ---------- | ----- |
| Goud   | Gao Tingyu       | China      | 34,69 |
| Zilver | Tsubasa Hasegawa | Japan      | 34,79 |
| Brons  | Cha Min-kyu      | Zuid-Korea | 34,94 |

### 1000 meter
Aan deze afstand deden 22 schaatsers uit 8 verschillende landen mee.
| Plaats | Schaatser         | Land       | Tijd    |
| ------ | ----------------- | ---------- | ------- |
| Goud   | Takuro Oda        | Japan      | 1.09,33 |
| Zilver | Denis Koezin      | Kazachstan | 1.09,64 |
| Brons  | Shunsuke Nakamura | Japan      | 1.09,76 |

### 1500 meter
Aan deze afstand deden 20 schaatsers uit 7 verschillende landen mee.
| Plaats | Schaatser    | Land       | Tijd    |
| ------ | ------------ | ---------- | ------- |
| Goud   | Kim Min-seok | Zuid-Korea | 1.46,26 |
| Zilver | Takuro Oda   | Japan      | 1.46,76 |
| Brons  | Taro Kondo   | Japan      | 1.47,88 |

### 5000 meter
Aan deze afstand deden 11 schaatsers uit 6 verschillende landen mee.
| Plaats | Schaatser        | Land       | Tijd    |
| ------ | ---------------- | ---------- | ------- |
| Goud   | Lee Seung-hoon   | Zuid-Korea | 6.24,32 |
| Zilver | Ryosuke Tsuchiya | Japan      | 6.29,67 |
| Brons  | Seitaro Ichinohe | Japan      | 6.31,84 |

### 10.000 meter
Aan deze afstand deden 8 schaatsers uit 6 verschillende landen mee.
| Plaats | Schaatser        | Land       | Tijd     |
| ------ | ---------------- | ---------- | -------- |
| Goud   | Lee Seung-hoon   | Zuid-Korea | 13.18,56 |
| Zilver | Ryosuke Tsuchiya | Japan      | 13.23,74 |
| Brons  | Seitaro Ichinohe | Japan      | 13.44,73 |

### Massastart
Aan deze afstand deden 11 schaatsers uit 5 verschillende landen mee.
| Plaats | Schaatser        | Land       | Punten | Tijd    |
| ------ | ---------------- | ---------- | ------ | ------- |
| Goud   | Lee Seung-hoon   | Zuid-Korea | 61     | 8.12,72 |
| Zilver | Shane Williamson | Japan      | 40     | 8.13,25 |
| Brons  | Kim Min-seok     | Zuid-Korea | 22     | 8.13,69 |

### Ploegenachtervolging
Aan deze afstand deden 12 schaatsers uit 4 verschillende landen mee.
| Plaats | Land       | Schaatsers                                         | Tijd    |
| ------ | ---------- | -------------------------------------------------- | ------- |
| Goud   | Zuid-Korea | Joo Hyung-joon, Kim Min-seok, Lee Seung-hoon       | 3.44,32 |
| Zilver | Japan      | Shota Nakamura, Shane Williamson, Ryosuke Tsuchiya | 3.45,93 |
| Brons  | Kazachstan | Dmitri Babenko, Denis Koezin, Fjodor Mezentsev     | 3.59,37 |

## Vrouwen

### 500 meter
Aan deze afstand deden 17 schaatsers uit 7 verschillende landen mee.
| Plaats | Schaatser    | Land       | Tijd  |
| ------ | ------------ | ---------- | ----- |
| Goud   | Nao Kodaira  | Japan      | 37,39 |
| Zilver | Lee Sang-hwa | Zuid-Korea | 37,70 |
| Brons  | Arisa Go     | Japan      | 37,73 |

### 1000 meter
Aan deze afstand deden 18 schaatsers uit 7 verschillende landen mee.
| Plaats | Schaatser   | Land  | Tijd    |
| ------ | ----------- | ----- | ------- |
| Goud   | Nao Kodaira | Japan | 1.15,19 |
| Zilver | Miho Takagi | Japan | 1.15,31 |
| Brons  | Zhang Hong  | China | 1.15,75 |

### 1500 meter
Aan deze afstand deden 17 schaatsers uit 6 verschillende landen mee. De top vier bestond uitsluitend uit Japanse schaatssters, maar een speciale regel verhinderde een clean sweep waarbij er drie medailles aan hetzelfde land zouden worden uitgereikt. De bronzen medaille ging naar de Chinese Zhang Hong die met haar vijfde plaats de beste niet-Japanse was.
| Plaats | Schaatser       | Land  | Tijd    |
| ------ | --------------- | ----- | ------- |
| Goud   | Miho Takagi     | Japan | 1.56,07 |
| Zilver | Misaki Oshigiri | Japan | 1.58,13 |
| 3      | Nana Takagi     | Japan | 1.59,45 |
| 4      | Ayana Sato      | Japan | 1.59,77 |
| Brons  | Zhang Hong      | China | 2.00,14 |

### 3000 meter
Aan deze afstand deden 11 schaatsers uit 4 verschillende landen mee.
| Plaats | Schaatser   | Land       | Tijd    |
| ------ | ----------- | ---------- | ------- |
| Goud   | Miho Takagi | Japan      | 4.05,75 |
| Zilver | Kim Bo-reum | Zuid-Korea | 4.07,80 |
| Brons  | Ayano Sato  | Japan      | 4.10,07 |

### 5000 meter
Aan deze afstand deden 7 schaatsers uit 4 verschillende landen mee.
| Plaats | Schaatser   | Land       | Tijd    |
| ------ | ----------- | ---------- | ------- |
| Goud   | Kim Bo-reum | Zuid-Korea | 7.12,58 |
| Zilver | Han Mei     | China      | 7.15,94 |
| Brons  | Mai Kiyama  | Japan      | 7.16,24 |

### Massastart
Aan deze afstand deden 12 schaatsers uit 5 verschillende landen mee.
| Plaats | Schaatser   | Land       | Punten | Tijd    |
| ------ | ----------- | ---------- | ------ | ------- |
| Goud   | Miho Takagi | Japan      | 71     | 8.21,81 |
| Zilver | Ayana Sato  | Japan      | 53     | 8.21,88 |
| Brons  | Kim Bo-reum | Zuid-Korea | 20     | 8.47,46 |

### Ploegenachtervolging
Aan deze afstand deden 12 schaatsers uit 4 verschillende landen mee.
| Plaats | Land       | Schaatsers                               | Tijd    |
| ------ | ---------- | ---------------------------------------- | ------- |
| Goud   | Japan      | Misaki Oshigiri, Ayano Sato, Nana Takagi | 3.00,08 |
| Zilver | Zuid-Korea | Kim Bo-reum, Noh Seon-yeong, Park Ji-woo | 3.06,67 |
| Brons  | China      | Han Mei, Liu Jing, Zhao Xin              | 3.10,23 |

Alpineskiën · 
Biatlon · 
Curling · 
Freestyleskiën · 
IJshockey · 
Kunstrijden · 
Langlaufen · 
Schaatsen · 
Schansspringen · 
Shorttrack · 
Snowboarden
1986 Sapporo · 
1990 Sapporo · 
1996 Harbin · 
1999 Gangwon-do · 
2003 Aomori · 
2007 Changchun · 
2011 Astana · 
2017 Sapporo · 
2025 Harbin